# Гендрік Вервурд
Гендрік Френс Вервурд (афр. Hendrik Frensch Verwoerd; *8 вересня 1901 — †6 вересня 1966) — південно-африканський політик і соціолог, прем'єр-міністр Південної Африки з 1958 до його вбивства у 1966 році. Вервурд народився в Нідерландах і емігрував у віці двох років разом з батьками до Південної Африки.
Він обіймав посаду прем'єр-міністра Південної Африки з 1958 року, поки не був зарізаний у 1966 році. Він був прем'єр-міністром під час створення Південно-Африканської Республіки в 1960 році, виконавши тим самим африканерську мрію про незалежність республіки. Під час свого перебування на посаді прем'єр-міністра рухи, які виступали проти апартеїду — Африканський національний конгрес (АНК) і Панафриканський конгрес — були заборонені, а їхні лідери були ув'язнені.
Численні автомагістралі, міста і селища в Південній Африці були названі на честь Вервурда, як H. F. Verwoerd Airport в Порт-Елізабет, Гребля Фервурда у Вільній державі (Фрістейт) і місто Вервурдбург. Після краху режиму апартеїду в Південній Африці більшість з них була перейменована.

## Погляди і початок політичної кар'єри
Під час свого перебування в Німеччині Вервурд опинився під сильним впливом нацистської ідеології в тодішній Німеччині. Будучи професором прикладної психології в університеті Стеленбоша, він стверджував, що різні національності і раси в Південній Африці повинні розвиватися окремо і не змішуватися. З 1935—1936 рр. організував конференції з проблем білого пролетаріату в Південній Африці. У 1937 році став головним редактором видання Національної партії, газети Transvaler. Газета стала голосом африканерського націоналізму, а під час Другої світової війни виявляла симпатії до Третього Рейху. Це відштовхнуло від африканерів англомовне населення Південної Африки.
Після перемоги на виборах Національної партії в 1948 р. Вервурд увійшов в уряд Малана як міністр з корінних народів. У цій ролі зміцнює владу вождів місцевих племен і водночас урізує права чорношкірих, які працюють у великих містах.

## Фервурд і апартеїд
Гендріка Вервурда часто називають «архітектором апартеїду» за його роль у формуванні здійснення політики апартеїду, коли він був міністром у справах корінних народів, а потім і прем'єр-міністром. Вервурд сам якось назвав апартеїд «політикою добросусідства».
Африканерський націоналізм вміло змобілізував лідерів у сферах церкви, політики, культури, економіки, сільського господарства і промисловості, а також держслужбовців. Була введена стратегія економічного розвитку, щоб Південна Африка стала менш залежною від Великої Британії та створити сотні тисяч робочих місць.
Вервурд зрозумів, що політична ситуація, яка розвивалася протягом минулого століття, під час британського правління в Південній Африці стало нестерпною.
За часів прем'єрства Вервурда були введені такі законодавчі акти, пов'язані з політикою апартеїду:
- Акт про сприяння самоврядування бантустанів (1959)

Цей закон про заклав фундамент для класифікації чорних південноафриканців у вісім етнічних груп і їх розподіл по «гомлендах».
- Закон про інвестиційної корпорації бантустанів (1959)

Закон, який закладав фінансові стимули для розвитку промислових корпорацій і передачу капіталів з «білої» Південної Африки до «чорних» бантустанів.
- Закон про розширення університетської освіту (1959)

Закон, що поклав край перебуванню чорних студентів у ВНЗ і започаткував створення окремих вищих навчальних закладів для різних рас [8].
- Закон про резервації для «кольорових» № 3 (1961 р.)

- Закон про районів для «кольорових» Закон № 31 (1961 р.)

## Убивство
9 квітня 1960 р. Гендрік Вервурд відкрив експозиції у Вітватерсранді в ознаменування ювілею Південно-Африканського Союзу. Девід Пратт, південноафриканський фермер з Наталю здійснив замах на Фервурда. одна куля пробила його щоку і його праве вухо.
Девід Пратт заявив, що стріляв у «втілення апартеїду». Потім він був визнаним божевільним.
Але другий замах був успішним. 6 вересня 1966 р., Вервурд був убитий в Кейптауні, незабаром після того, як увійшов у парламент о 14:15 . Вбивцею був Димитріо Тсафендас, південноафриканець греко-португальського походження. Вервурд був вбитий ножем в шию і груди 4 рази.
На похорон Вервурда прийшло близько чверті мільйона людей. Похований на алеї героїв біля Юніон білдінг.

## Пам'ять
Хоча нова влада намагається стерти пам'ять про діячів часів апартеїду, але білі південно-африканці продовжують пам'ятати Вервурда. У місті Оранія, що у Північній Капській провінції є музей Вервурда, де зібрані за життя Вервурда пам'ятні речі. В наш час[коли?] музей знаходиться в будинку, де жила його вдова протягом останніх років до своєї смерті в 2001 році. В самій Оранії стоїть йому пам'ятник, і є школа, яка носить його ім'я.